# Medalla al Herido en Combate
La Medalla la Nación Argentina al Herido en Combate es la cuarta  condecoración militar en orden de importancia, propuesta por la República Argentina a través de la ley 22 607 sancionada el 15 de marzo de 1983. La condecoración es concedida al todo personal militar, personal de las fuerzas de seguridad, fuerzas policiales y civiles, argentinos o extranjeros que, en combate motivado por acontecimientos extraordinarios que revistan carácter de función de guerra, resultare herido de consideración como consecuencia directa de los riesgos inherentes al mismo.

## Personal de las fuerzas herido durante la Guerra de las Malvinas
Tras la Guerra de las Malvinas de 1982, se concedieron diversas distinciones por efecto de los decretos nacionales 577/83, 1.553/83, 1.554/83, 2.281/83, 2.681/83, 2.923/83, 2/84 y 2.084/86 y por las leyes nacionales 24.229, 25.576 y 24.867.

### Ejército Argentino
1046 efectivos −45 oficiales, 161 suboficiales y 840 soldados−

### Armada Argentina
Ciento dieciséis efectivos —siete oficiales, treinta y ocho suboficiales, sesenta y cuatro soldados/marineros y siete civiles—
- Guardiamarina César Daniel Mazza
- Guardiamarina Ricardo Alejandro Pingitore
- Guardiamarina Gustavo Roberto Robert
- Suboficial segundo Juan Carlos Hidalgo
- Cabo primero Juan Carlos Marcos
- Cabo segundo Alberto Esteban Macias
- Cabo segundo José Luis Monzon
- Cabo primero Salvador Manuel Ojeda
- Cabo segundo Júlio Ernesto Zapata
- Soldado clase 1962 Gustavo Adolfo Cabral
- Soldado clase 1962 Adolfo Miguel Casco
- Soldado clase 1962 José Alberto Escobar
- Soldado clase 1962 Juan A. Fernández
- Soldado clase 1962 Roque Pablo Galiano
- Soldado clase 1962 Marcos Alejandro Guida
- Soldado clase 1962 Pedro Pablo Pérez
- Soldado clase 1962 Pablo Daniel Rodríguez
- Soldado clase 1962 Norberto Miguel Toffoli
- Marino mercante Gregorio Carballo
- Marino mercante Feliciano Miño

### Fuerza Aérea Argentina
30 Efectivos −9 Oficiales, 14 Suboficiales y 7 Soldados−
- Brigadier mayor Guillermo Adolfo Donadille
- Brigadier Carlos Eduardo Perona
- Brigadier Gustavo Alberto Piuma Justo
- Comodoro Raúl Ángel Díaz
- Comodoro Dante Rafael Dovichi
- Comodoro Jorge Daniel Senn
- Comodoro Mariano Ángel Velasco
- Mayor	Marcelo Pedro Lotufo
- Mayor	Héctor Hugo Luna
- Capitán Ricardo Lucero
- Suboficial mayor Hugo Rubén Gómez
- Suboficial mayor Jorge Saúl Piaggi
- Suboficial principal José Avedis Caloian
- Suboficial principal Luis Carlos Dome
- Suboficial principal José Francisco Guastalla
- Suboficial principal Rubén Eduardo Heredia
- Suboficial principal Alejandro Aristodemo Marcori
- Suboficial principal Raúl Isabelino Martínez
- Suboficial principal Rodolfo Martín Rpdriguez
- Suboficial principal José Manuel Zaguirre
- Suboficial ayudante Pablo Enrique Acevey
- Suboficial ayudante Víctor Manuel Gatica
- Suboficial ayudante Rubén Darío Sergio Tarquini
- Cabo primero Walter Darío Abal
- Soldado clase 1962 Heraldo Rubén Cenas
- Soldado clase 1962 Héctor Mario Coppa
- Soldado clase 1962 Eber Hugo Miranda
- Soldado clase 1962 Pablo Aníbal Reyes
- Soldado clase 1962 Adrían Sánchez
- Soldado clase 1962 Alberto Suárez Rey
- Soldado clase 1962 Horacio Fabián Zarza

### Gendarmería Nacional Argentina
Un efectivo −un suboficial−
- Sargento Justo Rufino Guerrero

### Prefectura Naval Argentina
Tres efectivos −un oficial y dos suboficiales−
- Oficial principal  Oscar González Gabino
- Cabo segundo Carlos Bengochea
- Ayudante de tercera Juan José Baccaro